# Arte en los sellos postales

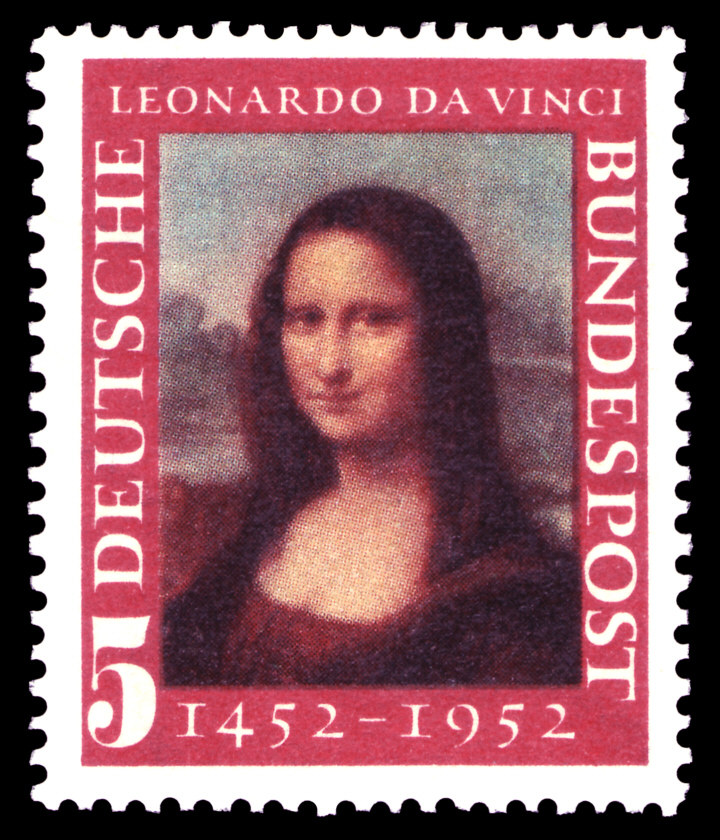
Mona Lisa. Sello de RFA de 1952.

Arte en los sellos postales es el nombre de una temática de coleccionismo de sellos y otros objetos postales, sobre arte, maestría de la cultura mundial, cuadros, esculturas, y otras obras de arte.
La aparición de pinturas sobre los sellos se relaciona con la significativa expansión del tema, que comenzó dedicado a los sellos postales en la primera mitad del siglo XX, y al perfeccionamiento de las posibilidades poligráficas de edición de estampillas. La posibilidad de conocer las pinturas, conservadas en los mejores museos mundiales y ponerlas al alcance de las personas.
Considerando un interés constante de los filatélicos en esta temática, los departamentos postales de muchos países dedican emisiones al arte.
Dejando esta temática como una de las favoritas de coleccionistas y filatelistas.

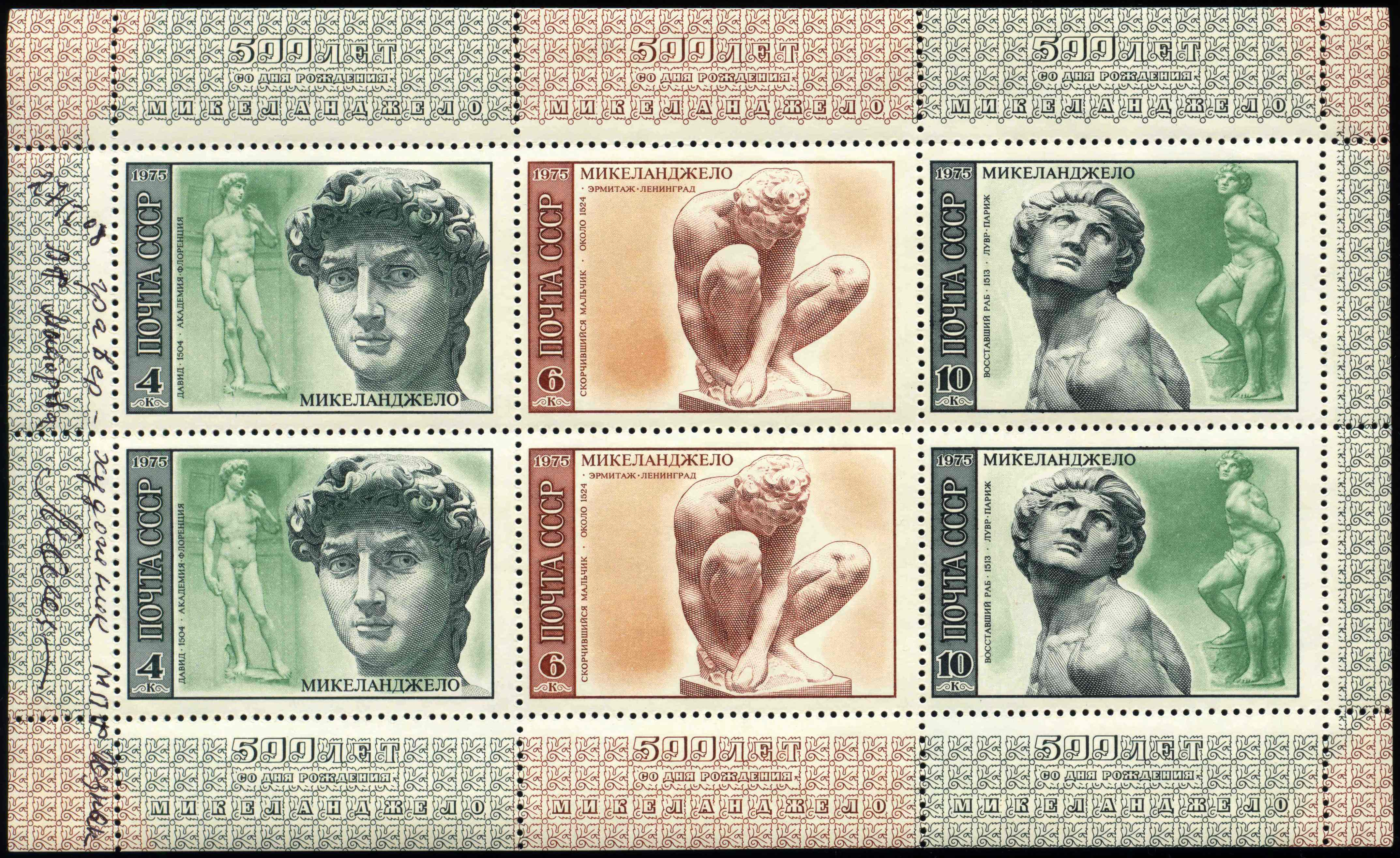
Folio de estampillas con las obras Michelangelo grabados por Lídiya Maiórova. URSS, 1975
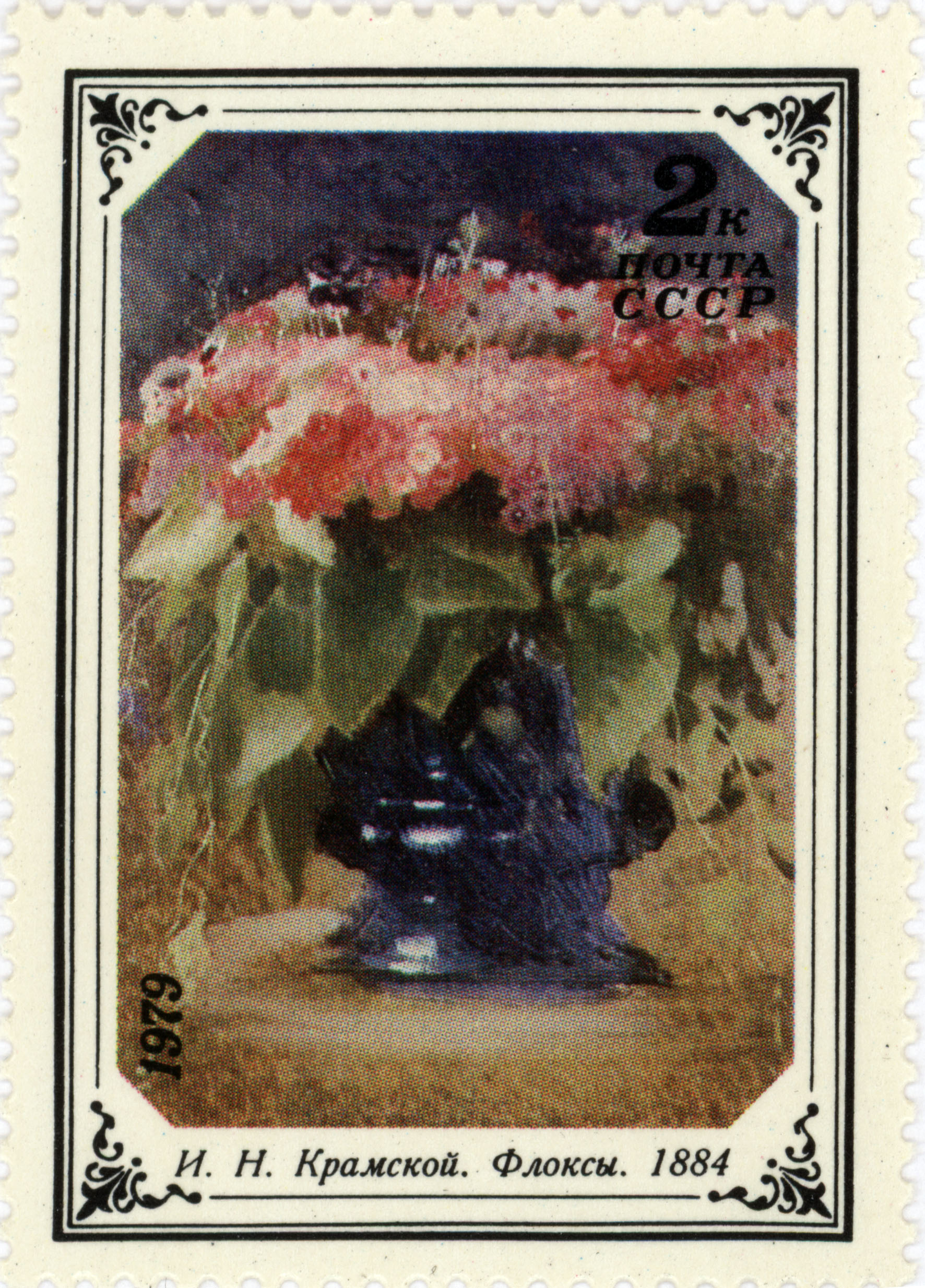
«Phlox» de Iván Kramskoi. URSS, 1979